# Friedhofskreuz (Omerville)

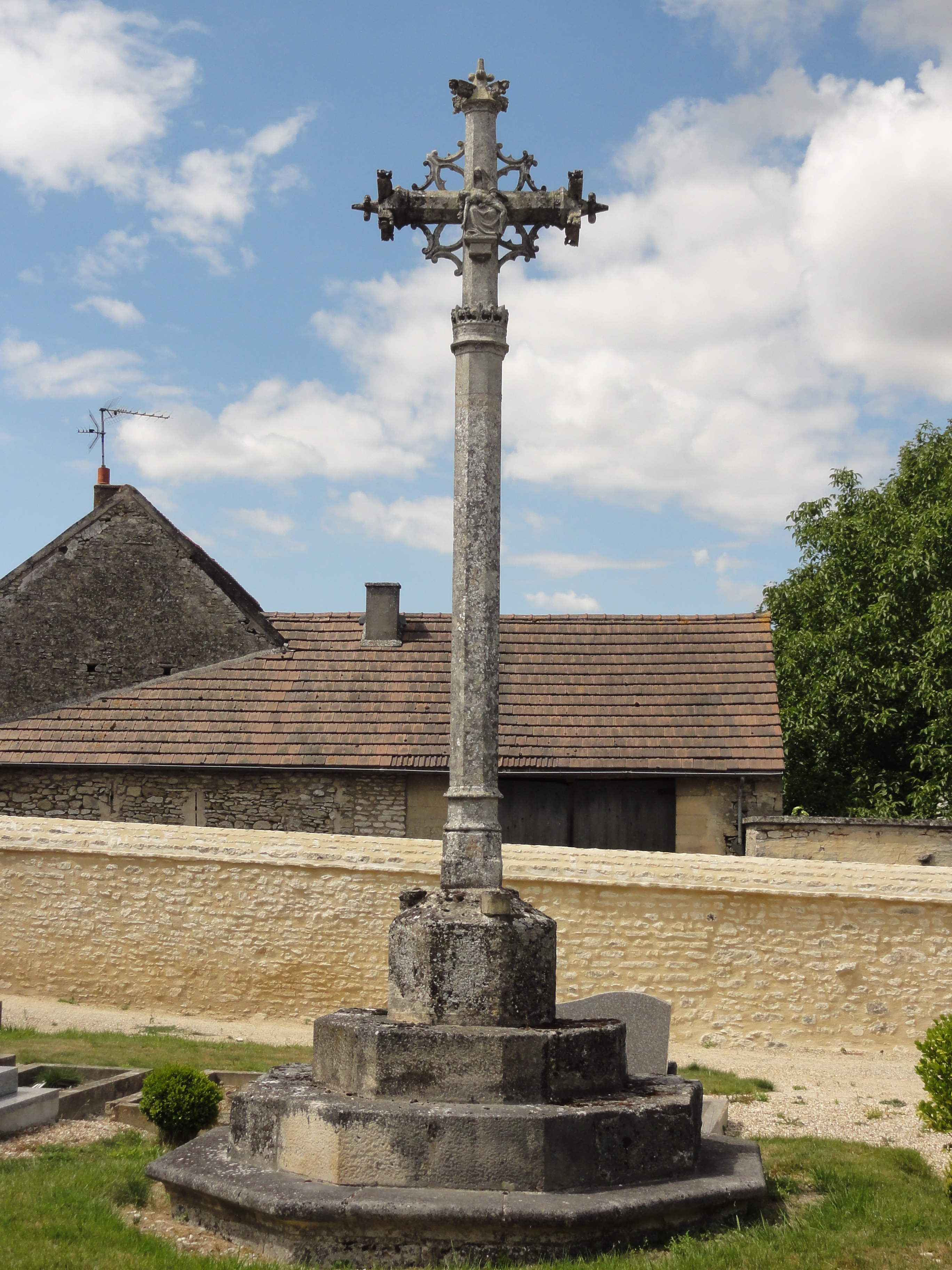
Friedhofskreuz in Omerville

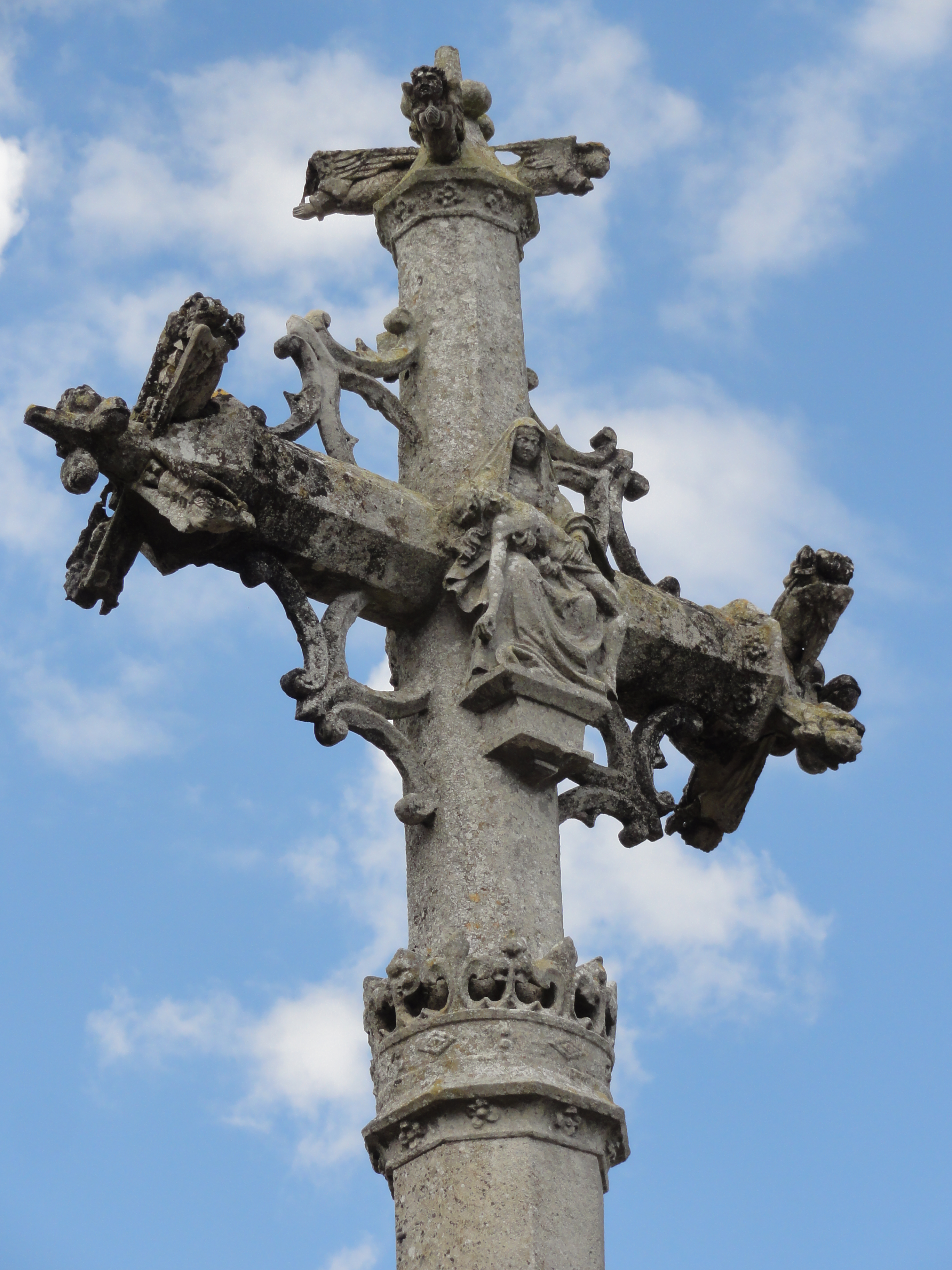
Detail mit Pietà

Das Friedhofskreuz (französisch Croix de cimetière) in Omerville, einer französischen Gemeinde im Département Val-d’Oise in der Region Île-de-France, wurde Ende des 15. Jahrhunderts geschaffen. Das Kreuz auf dem ehemaligen kommunalen Friedhof ist seit 1927 als Monument historique klassifiziert.

## Beschreibung
Das Friedhofskreuz ist durch einen mehrteiligen Aufbau gegliedert. Ein dreistufiger Unterbau trägt einen rechteckigen Sockel mit einer Säule, die von einem Kapitell bekrönt wird. Darauf steht das Steinkreuz im Flamboyantstil mit dem Relief des Gekreuzigten und auf der anderen Seite mit einem Relief der Pietà.